# Кукша Печерський
Кукша Печерський (XI ст. - † близько 1113р.) — священномученик, чернець Києво-Печерського монастиря, який проповідував в'ятичам і був убитий ними на річці Ока.

## Життєпис
Архієпископ Філарет (Гумелівський) указує, що Ім'я Кукша, має язичницьке походження, тому він робить припущення, що і сам святий Кукша походив з в'ятичів. За монастирськими переказами чернецьке ім'я Кукші було Іоанн. 
Преподобний Кукша був одним із багатьох печерських ченців — місіонерів, які проповідували християнство в Заліссі, зокрема, серед в'ятичів — східнослов'янського племені, яке жило на річці Ока. 
Патерик Печерський повіствує, що святий охрестив багато в'ятичів та інших язичників. 
Проповідуючи, Кукша здійснив багато знамень і чудес: проганяв бісів, зводив дощь з неба, осушив озеро, та багато інших дивовижних речей творив іменем Господнім. Але, потім його схопили люди, яких підбурювали язичнецькі жриці, і після тривалих катувань святий Кукша був страчений разом зі своїм учнем Ніконом (за переказами, їм відтяли голови).
Згідно з Патериком Печерським, в один день з Кукшею у Печерському монастирі помер преподобний Пимен Посник, який предрік братії про смерть святого. В церкві він голосно сказав: "Брат наш Кукша протіву свєта убиєн бисть" . 
У цей день над Печерським монастирем бачили три вогненних стовпи.
Преподобномученику Кукші на час його приставлення було близько 30-35 років.

В акафісті всім Печерським преподобним про нього сказано: 
|  | «Радуйся, Кукшо священномученику, бо язичників множество до Христової віри привів ти; радуйся, бо за Христа з учнями своїми ти усічення голови претерпів». |

## Мощі
Мощі святого Кукші спочивають в Ближніх Печерах Києво-Печерської Лаври в Києві, навпроти мощей святого Пимена Посника.

## Пам'ять
Православною церквою його пам'ять святкується 9 вересня (27 серпня за старим стилем) та 11 жовтня (27 вересня за старим стилем), Собор преподобних отців Києво-Печерських Ближніх печер.

## Ікони

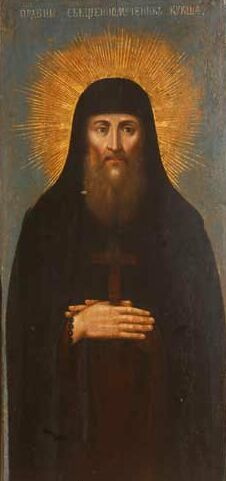
Ікона преподобномученика Кукші Печерського